# JDFS Alberts
Jura Docenko Futbola Skola Alberts, conhecido como JDFS Alberts, é um clube de futebol da Letônia com sede em Riga, que joga na 1. līga, a segunda divisão do futebol da Letônia. O clube foi fundado como uma escola de futebol em 2008 com base no sistema juvenil do FK Alberts. O nome de "Jura Docenko Futbola Skola Alberts" veio de um treinador chamado Juris Docenko que morreu em janeiro de 2008.